# Richárd Bereczki
Richárd Bereczki (4 de enero de 1996) es un deportista húngaro que compite en pentatlón moderno. Ganó tres medallas en el Campeonato Europeo de Pentatlón Moderno entre los años 2019 y 2024.

## Medallero internacional
| Campeonato Europeo | Campeonato Europeo       | Campeonato Europeo | Campeonato Europeo |
| Año                | Lugar                    | Medalla            | Competición        |
| ------------------ | ------------------------ | ------------------ | ------------------ |
| 2019               | Bath (Reino Unido)       | Medalla de bronce  | Relevo             |
| 2022               | Székesfehérvár (Hungría) | Medalla de oro     | Individual         |
| 2024               | Budapest (Hungría)       | Medalla de plata   | Relevo             |